# ナットウエスト・グループ
ナットウエスト・グループ（英: NatWest Group PLC）は、イギリスの金融と保険の民間持株会社で、スコットランドのエディンバラに本拠を置く。ロンドン証券取引所およびニューヨーク証券取引所に株式を上場している（LSE: NWG、NYSE: NWG）。

当グループは銀行ブランドを幅広く運営し、傘下に個人および法人向け銀行業務、プライベートバンキング、投資銀行業務、保険、コーポレートファイナンスなどを置く。イギリスにおける主な子会社は、ナショナル・ウエストミンスター銀行、ロイヤルバンク・オブ・スコットランド、ナットウエスト・マーケット NatWest Markets ならびにクーツである。
このグループはスコットランドと北アイルランドで紙幣を発行する。

## 傘下企業
- ナショナル・ウエストミンスター銀行
- ロイヤルバンク・オブ・スコットランド
- アルスター銀行
- Coutts（英語版）
- Adam and Company（英語版）
- Child & Co.（英語版）
- Drummonds Bank（英語版）
- Holt's Military Banking（英語版）
- Isle of Man Bank（英語版）
- Lombard North Central（英語版）
- RBS International（英語版）
- ナットウエスト･マーケッツ（英語版）
  - 日本では「ナットウエスト･マーケッツ証券会社」として事業展開。
- FreeAgent（英語版）

## 沿革
1969年に、National Commercial Bank of Scotland（スコットランド国立商業銀行）とロイヤルバンク・オブ・スコットランドの経営統合により設立された持株会社が起源となる。この持株会社は1979年7月にThe Royal Bank of Scotland Groupに改称した。1990年代後半、イギリスの金融機関に再編の機運が高まると、1999年にナショナル・ウエストミンスター銀行に対する敵対的買収を仕掛け、2000年に買収が成立し傘下に加えた。

世界最大級の金融機関を目指し、世界金融危機の前には世界の金融界で指折りの存在で一時期は国内とヨーロッパでともに第2位、世界第5位の時価総額を誇った。その後、株価の低迷と大きな信頼の喪失により、ランキングの急落に伴い経営危機に陥ると、2008年から公的資金が投入され、英国政府による金融介入を通じて救済された（2008 United Kingdom bank rescue package）。2009年には資産（1.9兆ポンド）と負債（1.8兆ポンド）の両方で一時的に世界最大の企業となった。
株式の過半数をイギリス政府設立の投資会社（UK Government Investments）が保有するなか、規模縮小を中心とする事業再編が続いた。2012年にイギリスの大手保険グループのダイレクトライン保険グループを売却（全株式売却は2014年）、2015年にアメリカ合衆国のシチズンズ・ファイナンシャル・グループ（Citizens Financial Group）の全株式を売却した。
2020年2月に社名変更を発表、同年7月に現在の社名となった。
投資会社を設けて過半数の株式を保有・管理してきたイギリス政府は、2022年3月29日以降、一連の取引で保有株式を減らしてきた。